# Sommer-OL 1948
De olympiske lege 1948 foregik i London, med sejlsportskonkurrencerne i Torquay. Tyskland og Japan blev nægtet deltagelse. Sovjetunionen valgte ikke at deltage.
Det var efterkrigstid, og der var ingen penge til at bygge logi for atleterne, så de boede i barakker rundt omkring London. Og rationeringen tvang atleterne til at selv at tage mad med hjemmefra. 
Stjernen blev 'den flyvende husmor' – Hollands Fanny Blankers-Koen, mor til to. Hun vandt fire guldmedaljer i 100 m løb, 200 m løb, 80 m hækkeløb og 4×100 m stafetløb. Reglerne forhindrede kvinder i at deltage i flere end tre individuelle discipliner, så hun gik muligvis glip af guld i højde- og længdespring – discipliner som hun havde verdensrekorder i.
Det var også ved OL 1948, at Emil Zátopek – det tjekkiske lokomotiv – fik sin OL-debut og sit internationale gennembrud. Han vandt guld i 5000 m og 10.000 m løb.
OL i London var det første, hvor medierettighederne blev solgt. BBC købte dem for 20.000 kroner.
Med 20 medaljer i alt havde Danmark sit bedste OL nogensinde. Måske fordi vi stillede med vores største hold nogensinde eller fordi de store nationen som Tyskland, Rusland, Japan ikke var med samt det meste af østeuropæerne heller ikke deltog i det antal de ville kunne. Dannebrog blev hejst i hele 11 vidt forskellige sportsgrene. Bl.a vandt den legendariske sejler Paul Elvstrøm sin første guldmedalje i Firefly ved sin OL-debut, og Danmark kunne bryste sig med medaljer i bl.a. spydkast, brydning, udspring, svømning og fægtning.

## Medaljetabel
Top 10
| Placering | Land                  | Guld | Sølv | Bronze | Total |
| --------- | --------------------- | ---- | ---- | ------ | ----- |
| 1         | USA (USA)             | 38   | 27   | 19     | 84    |
| 2         | Sverige (SWE)         | 16   | 11   | 17     | 44    |
| 3         | Frankrig (FRA)        | 10   | 6    | 13     | 29    |
| 4         | Ungarn (HUN)          | 10   | 5    | 12     | 27    |
| 5         | Italien (ITA)         | 8    | 11   | 8      | 27    |
| 6         | Finland (FIN)         | 8    | 7    | 5      | 20    |
| 7         | Tyrkiet (TUR)         | 6    | 4    | 2      | 12    |
| 8         | Tjekkoslovakiet (TCH) | 6    | 2    | 3      | 11    |
| 9         | Schweiz (SUI)         | 5    | 10   | 5      | 20    |
| 10        | Danmark (DEN)         | 5    | 7    | 8      | 20    |

## Danske deltagere
- 159 mænd
- 20 kvinder

Danske medaljer i London 1948
5 guld, 7 sølv og 8 bronze
| Medalje | Navn | Sport                  | Disciplin             |
| ------- | --- | ---------------------- | --------------------- |
| Guld    | Karen Hoff | Kano & kajak           | 500 m enerkajak       |
| Guld    | Finn Pedersen Tage Henriksen Carl-Ebbe Andersen | Roning                 | Toer med styrmand     |
| Guld    | Paul Elvstrøm | Sejlsport              | Firefly               |
| Guld    | Karen Margrethe Harup | Svømning               | 100 m rygsvømning     |
| Guld    | Greta Andersen | Svømning               | 100 m fri             |
| Sølv    | Frederik Kobberup Andersen | Kano & kajak           | 1000 m enerkajak      |
| Sølv    | Ejvind Hansen Bernhard Jensen | Kano & kajak           | 1000 m toerkajak      |
| Sølv    | Karen Lachmann | Fægtning               | Fleuret, individuelt  |
| Sølv    | Ebbe Parsner Aage Ernst Larsen | Roning                 | Dobbeltsculler        |
| Sølv    | Helge Halkjær Aksel Bonde Hansen Helge Schrøder Ib Larsen | Roning                 | Firer uden styrmand   |
| Sølv    | Karen Margrethe Harup | Svømning               | 400 m fri             |
| Sølv    | Eva Arndt-Riise Karen Margrethe Harup Greta Andersen Fritze Nathansen | Svømning               | 4×100 m fri           |
| Bronze  | Lily Carlstedt | Atletik                | Spydkast              |
| Bronze  | Svend Wad | Boksning               | Letvægt (58-62 kg)    |
| Bronze  | Axel Carl Schandorff | Banecykling            | Sprint                |
| Bronze  | Birte Christoffersen | Udspring               | Tårnspring (10 m)     |
| Bronze  | Eigil Nielsen Viggo Jensen Knud Børge Overgaard Axel Pilmark Dion Ørnvold Ivan Jensen Johannes Pløger Karl Aage Hansen Knud Lundberg Carl Aage Præst John Angelo Hansen Holger Seebach Jørgen Leschly Sørensen | Fodbold                |                       |
| Bronze  | Erik Christian Larsen Børge Nielsen Henry Christian Larsen Harry Knudsen Ib Olsen | Roning                 | Firer med styrmand    |
| Bronze  | William Berntsen Ole Berntsen Klaus Baess | Sejlsport              | Drage                 |
| Bronze  | Henrik Hansen | Græsk-romersk brydning | Weltervægt (67-73 kg) |

## Idrætsbegivenhederne

### Boksning
Bokseturneringen havde et rekordstort antal deltagere med 206 boksere fra 38 nationer. Der blev konkurreret i de otte klassiske vægtklasser. Sydafrika blev bedste nation med 4 medaljer (to guld, en sølv og en bronze).